# Foresight Linux
Foresight Linux（フォーサイト・リナックス）はLinuxディストリビューションの一つである。2015年5月に開発を終了した。

## 概要
パッケージ管理システムに先進的なConaryを採用し、最新のソフトウェアとユーザーフレンドリーを指向している。ローリングリリースに似ているがローリングアップデートを採用している。
かつてはGNOMEベースのディストリビューションであり、最新のGNOMEの開発を追っていたが、GNOME3には移行せず、現在もGNOME2ベースである。
その他のデスクトップ環境としてXFCE、LXDEのエディションも選択できる。
この他にGNOME Lite Edition(CDに収まる), Kids Edition, Mobile Edition, GNOME for developersがある。
Conaryという先進的なソフトウェアパッケージ管理システムを特徴としている。ConaryはRPM、CVS、Portageの優れた点を集め、さらにいくつか優れた機能を追加し、明解なリビジョン・コントロールを行うパッケージ管理システムである。Conaryはアップデートされる必要があるパッケージにおいて、特定のファイルのみをアップデートするので、RPMやDEBなどパッケージ全体がダウンロードされる他のフォーマットよりも効率的である。また、Rollback機能により直前の状態に戻すことができる。
北米ではShuttle U.S.A.がForesight Linuxプレインストール版PCを発売しているが、日本ではTurbolinuxが採用され、Foresight Linuxは採用されていない。

## 特徴
ローリングアップデートは、実質的にローリングリリースと考えてよい。
ローリングリリースを採用しているディストリビューションとしてArch Linuxがあるが、コンセプトは異なる。Arch Linuxは「シンプリシティ、ミニマリズム」を重視しており、インストールとその後の環境設定は容易ではない。一方、Foresight Linuxは「ユーザーフレンドリー」を指向しており、インストールは容易であり、インストール後、すぐに使い始めることができるほどアプリケーションが充実している。